# Ikkō-ikki
Los Ikkō-ikki (一向一揆?) eran bandas de campesinos granjeros, monjes, sacerdotes sintoístas y nobles locales que se rebelaron en contra del gobierno samurái entre los siglos XV y XVI. Todos ellos seguían las creencias del Jōdo Shinshu, una secta del budismo que enseñaba a sus seguidores que todos eran salvados por la gracia de Amida Buddha. El único líder visible fue Rennyo, el líder de la secta del Jōdo Shinshu en Hongan-ji.

## Historia
Los ikkō-ikki en un comienzo no tenían una organización definida y no será hasta el nombramiento de Rennyo como sacerdote del Hongan-ji en 1457 cuando se pueda considerar el nacimiento del movimiento formalmente. En 1471 Rennyo fue obligado a huir de Kioto y estableció un templo en Yoshiaki, en la provincia de Echizen, donde comenzó la acción organizada del grupo. En la provincia de Kaga lograron derrocar el gobierno y declararon la provincia bajo su control, lo que constituiría la primera vez en la historia del país que un grupo de plebeyos gobernaban una provincia.
Los levantamientos continuaron aún después de la muerte de Rennyo en 1499 y el movimiento se diseminó. Se establecieron en la fortaleza Ishiyama Hongan-ji, a las afueras de Osaka, en Nagashima, en las fronteras de las provincias de Owari e Ise, así como en una serie de templos de la provincia de Mikawa.
A finales del siglo XVI su movimiento comenzó a atraer la atención de la clase militar y en 1564 Oda Nobunaga venció a los Ikkō-ikki de la provincia de Mikagawa durante la Batalla de Azukizaka (1564).
Sus castillos Ishiyama Hongan-ji y el de Nagashima fueron asediados y destruidos por Oda Nobunaga.